# Sphaerodactylus notatus
Sphaerodactylus notatus — вид геконоподібних ящірок родини Sphaerodactylidae. Мешкає на Карибах.

## Підвиди
Виділяють чотири підвиди:
- Sphaerodactylus notatus notatus Baird, 1858 — Багамські острови (острови Андрос, Нью-Провіденс, Ельютера, Лонг-Айленд[en], Біміні[en] і Грейт-Раггед[en], інтродукований на острові Великий Інаґуа[fr]), Куба, Ісла-де-ла-Хувентуд;
- Sphaerodactylus notatus amaurus Schwartz, 1966 — острови Великої Багамської банки[en], острови Кет[en] і Сан-Сальвадор;
- Sphaerodactylus notatus atactus Schwartz, 1966 — острови Кайос-Бальєнатос в кубинській провінції Камагуей, інтродуковані на островах банки Педро[en] і Морант-Кейс[en] (Ямайка) та на острові Великий Інаґуа (Багами);
- Sphaerodactylus notatus peltastes Schwartz, 1966 — острови Малої Багамської банки.

## Поширення і екологія
Sphaerodactylus notatus широко поширені на Багамських островах та на Кубі, інтродуковані популяції існують також на островах Ямайки та на півдні Флориди, зокрема на островах Флорида-Кіс. Вони живуть в тропічних лісах, соснових лісах, кокосових гаях, в чагарникових заростях, зокрема в заростях морського винограду, трапляються на плантаціях і в садах, поблизу людських поселень. Відкладають яйця.